# Brian Bruney
Brian Anthony Bruney (* 17. Februar 1982 in Astoria, Oregon) ist ein ehemaliger US-amerikanischer Baseballspieler, der neun Jahre lang als Pitcher in der Major League Baseball aktiv war.

## Karriere
Brian Bruney begann seine Karriere als Baseballspieler an der Warrenton High School, an der er im Jahr 2000 seinen Abschluss machte. Anschließend wurde er im MLB Draft 2000 von den Arizona Diamondbacks ausgewählt, für die er am 8. Mai 2004 im Spiel gegen die Philadelphia Phillies sein Debüt in der MLB gab, nachdem er in den drei Spielzeiten zuvor in den Minor Leagues auflief. Bei den Diamondbacks konnte sich der Relief Pitcher nie wirklich durchsetzen, so dass er 2006 einen Vertrag als Free Agent bei den New York Yankees unterschrieb. Zuvor hatte er einige Zeit lang für das Minor-League-Team der Columbus Clippers gespielt. Von den Yankees wurde er Ende 2009 zu den Washington Nationals transferiert. Dort wurde er schon am 25. Mai 2010 wieder entlassen, nachdem er in 19 Einsätzen einen ERA von 7.64 hatte. Er unterschrieb am 1. Juni 2010 einen für die Minor Leagues geltenden Vertrag bei den Milwaukee Brewers, wurde aber auch dort drei Wochen später wieder entlassen. Anfang Juli 2010 unterschrieb er bei den New York Mets. Nach Schluss der Saison wurde er Free Agent und unterschrieb im Dezember 2010 einen Minor-League-Vertrag bei den Chicago White Sox.